# Contos de um Avô
Os Contos de um Avô é uma coleção de livros sobre a história da Escócia, escrito por Sir Walter Scott, que os escreveu originalmente para o seu neto. Os livros foram publicados entre 1828 e 1830 pela editora A & C Black. No século XIX, o estudo da história escocesa centrava-se maioritariamente em tradições culturais e, por isso, nos livros de Scott, apesar da sequência de eventos ser correta, muitos dos eventos relatados são histórias populares ou invenções.

## Enredo
Em Maio de 1827, Scott teve a ideia de escrever sobre a história da Escócia para o seu neto de seis anos, John Hugh Lockhart. O projeto foi parcialmente inspirado pelo sucesso do livro de John Wilson Croker, “Stories for Children selected from the History of England”.
A primeira série de livros abrangeu o período entre o reinado de Macbeth (1033) e a União das Coroas (1603), e foi publicado em Dezembro de 1827, com o objetivo de ser apresentado para o mercado de Natal. As vendas foram tão altas que, antes do fim do mês, Cadell já tinha encomendado uma edição ampliada e revista.
Em Maio de 1828, Scott decidiu escrever a segunda série de livros. Acabou esta série no Tratado de União de 1707, que foi acabada em Setembro de 1828 e publicada dois meses depois. A terceira série, que descreveu a história até à Batalha de Culloden (1746), foi publicada em Dezembro de 1829.
Em Julho de 1830, o autor concordou em escrever uma quarta série de livros que lidava com a história de França desde Carlos Magno até Louis XIV. A quarta série, que foi publicada em Dezembro de 1830, foi tão bem recebida pelo público como as anteriores.

## Receção
O sucesso dos contos foi acolhido pelos críticos de forma quase unânime. Segundo a revista Athenaeum, em particular, os contos foram reconhecidos como um passo importante para encorajar autores a escrever para crianças. Scott foi bastante reconhecido por ter sido imparcial no que toca a diferentes fações políticas. No entanto, Walter Scott foi criticado por retratar lições de moral pouco concretas (por exemplo, por Andrew Bisset na Westminster Review). A revista literária de Edimburgo acusou Scott de evitar tópicos controversos para ganhar popularidade.
O manuscrito incompleto da quinta série dos Contos de um Avô foi publicado pela University of Illinois Press em 1996.

## Publicações
Primeira Edição, Primeira Impressão:
- Scott, Walter, Sir. Tales of a Grandfather; Being Stories Taken from Scottish History. Humbly Inscribed to Hugh Littlejohn, Esq. In Three Vols. Vol. I[II-III]. Printed for Cadell and Co. Edinburgh; Simpkin and Marshall, London; and John Cumming, Dublin. 1828.
- Scott, Walter, Sir. Tales of a Grandfather; Being Stories Taken from Scottish History. Humbly Inscribed to Hugh Littlejohn, Esq. In Three Vols. Vol. I[II-III]. Second Series. Printed for Cadell and Co. Edinburgh; Simpkin and Marshall, London; and John Cumming, Dublin. 1829
- Scott, Walter, Sir. Tales of a Grandfather; Being Stories Taken from Scottish History. Humbly Inscribed to Hugh Littlejohn, Esq. In Three Vols. Vol. I[II-III]. Third Series. Printed for Cadell and Co. Edinburgh; Simpkin and Marshall, London; and John Cumming, Dublin. 1830.
- Scott, Walter, Sir. Tales of a Grandfather; Being Stories Taken from the History of France. Inscribed to Master John Hugh Lockhart. In Three Vols. Vol. I[II-III]. Printed for Robert Cadell. Edinburgh; Whittaker and Co., London; and John Cumming, Dublin. 1831.